# 阿诗玛 (舞剧)
《阿诗玛》是一部根据彝族撒尼人民间叙事长诗《阿诗玛》改编的民族舞剧，由云南省歌舞团创作于20世纪90年代初，1992年在昆明举行的中国第三届艺术节中正式公演。舞剧脚本编剧为徐演，舞蹈编导为赵惠和、苏天祥、周培武、陶春等人，傣族演员依苏拉罕饰阿诗玛，白族演员杨卫疆饰阿黑，共有17个民族的演职员参与创作和演出。:87舞剧《阿诗玛》也参考了电影《阿诗玛》中的许多情节，例如将阿黑阿诗玛的兄妹关系更改为情人关系、保留了电影中的“火把节定情”剧情。:4

## 荣誉
1992年《阿诗玛》在沈阳举办的“全国首届舞蹈比赛”中，以比赛总分第一名获最高奖，夺得编导、作曲、舞美、表演等8个单项一等奖，被誉为“继《丝路花雨》之后，中国舞剧的第二个里程碑”。1993年获得文化部“第二届文华大奖”、中宣部“五个一工程”奖。1994年12月举行的“中华民族20世纪舞蹈经典评比展演”活动中，《阿诗玛》荣获“中华民族20世纪舞蹈经典作品金像奖”。:87-88:132